# Cymothoa recta
Cymothoa recta là một loài chân đều trong họ Cymothoidae. Loài này được Dana miêu tả khoa học năm 1853.